# Charles Merritt
Charles Cecil Ingersoll Merritt (né le 10 janvier 1908 à Vancouver en Colombie-Britannique et mort le 12 juillet 2000) est un militaire et homme politique canadien. Il a servi au sein de l'Armée canadienne de 1929 à 1945 et a donc servi au cours de la Seconde Guerre mondiale. Il est notamment récipiendaire de la croix de Victoria, la plus haute récompense des forces du Commonwealth, et de l'Efficiency Decoration (en), remise par le Royaume-Uni. Il a commandé The South Saskatchewan Regiment (en). À la suite de sa carrière militaire, il a été le député fédéral pour la circonscription de Vancouver—Burrard en Colombie-Britannique de 1945 à 1949 sous la bannière du Parti progressiste-conservateur.

## Biographie

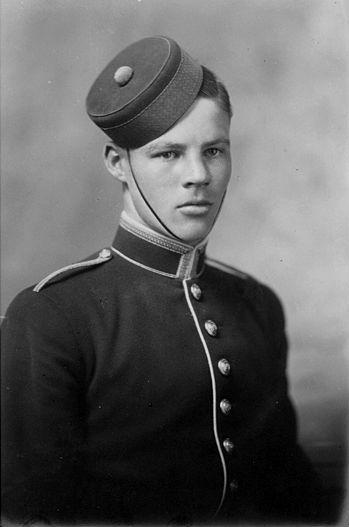
Cecil Merritt alors qu'il était élève-officier au Collège militaire royal du Canada

Charles Merritt est né à Vancouver en Colombie-Britannique le 10 janvier 1908. Il est le fils du capitaine Cecil Mack Merritt qui a été tué au combat le 23 avril 1915 lors de la deuxième bataille d'Ypres en Belgique au cours de la Première Guerre mondiale. Il a rejoint le Collège militaire royal du Canada en 1925 à l'âge de 16 ans et a été diplômé avec distinction. En 1929, il a été commissionné en tant qu'officier au sein du Seaforth Highlanders of Canada, un régiment de la milice. En 1932, il a rejoint le barreau et est devenu un barrister. Il pratiqua le droit à Vancouver jusqu'à ce qu'il soit mobilisé au début de la Seconde Guerre mondiale. Il fut alors promu au grade de major.
En décembre 1939, il se rendit en Angleterre où il occupa différentes positions d'état-major et régimentaires pendant deux ans. Il suivit notamment le cours d'état-major de la guerre (War Staff Course) à Camberley en juin 1941. En mars 1942, il fut nommé commandant du South Saskatchewan Regiment (en). Deux mois plus tard, il se rendit, avec son régiment, sur l'île de Wight afin de s'entraîner en vue du raid de Dieppe. Le 19 août de la même année, il mena le régiment lors de ce raid. Il a été blessé à deux reprises avant d'être fait prisonnier de guerre. Pour sa bravoure et son leadership sous le feu ennemi, il reçut la croix de Victoria, la plus haute récompense des forces du Commonwealth

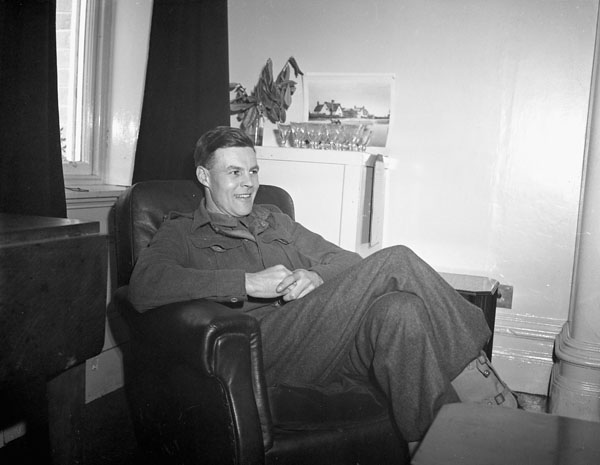
Le lieutenant-colonel Merritt de retour en Angleterre en avril 1945 après avoir été fait prisonnier de guerre lors du raid de Dieppe

Il fut apporté au camp de prisonniers Oflag VII-B à Eichstätt en Bavière en Allemagne. Au cours de la nuit du 3 au 4 juin 1943, il s'en échappa avec 64 autres prisonniers en passant par un tunnel. Ils furent tous capturés à nouveau par la suite. Charles Merritt fut condamné à 14 jours de confinement solitaire avant d'être transféré au camp Oflag IV-C (en) au château de Colditz. Après la guerre, il déclara « Ma guerre dura six heures. Il y a plusieurs Canadiens qui ont parcouru tout le chemin à partir des débarquements en Sicile jusqu'à la fin. Au sujet de son temps en tant que prisonnier de guerre, il déclara qu'« il s'agissait d'inactivité forcée. Cela ne peut pas représenter de la vertu. »
Le lieutenant-colonel Merritt quitta le service militaire en 1945. La même année, il fut élu en tant que député à la Chambre des communes du Canada, représentant la circonscription de Vancouver—Burrard jusqu'en 1949 sous la bannière du Parti progressiste-conservateur du Canada. Après cela, il reprit la pratique du droit à Vancouver et fut nommé colonel honoraire des Seaforth Highlanders of Canada en 1951. Il décéda le 12 juillet 2000 à l'âge de 91 ans et est inhumé au cimetière d'Ocean View à Burnaby en Colombie-Britannique.

## Héritage

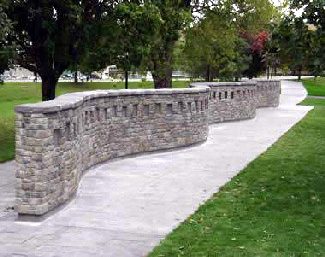
Mur d'honneur du Collège militaire royal du Canada

Le nom du lieutenant-colonel Merritt a été donné à la promenade Merritt dans la ville de Windsor en Ontario. De plus, il figure sur le mur d'honneur du Collège militaire royal du Canada à Kingston en Ontario.

## Annexe